# 광고백
광고백(영어: studio100)은 대한민국의 광고 기획/제작 업체이다. 텔레비전, 라디오, 신문, 잡지 등 4매체 광고뿐만 아니라 바이럴 매체 (SNS) 사업에 이르기까지 커뮤니케이션의 전 분야에 진출해 있는 마케팅 커뮤니케이션 회사이다. 광고백은 설립 이후 대한민국 광고산업의 성장을 시도하며 노력해왔고, 아시아 웹시리즈 페스티벌 KWEB FEST 장려상 (2015년)을 수상하는 등 광고제와 공모전 등에서 많은 수상 실적을 기록하고 있다. 또한 웹 및 SNS등 다양한 분야에서 다양한 사업과 이벤트를 펼치고 있다. 본사는 서울특별시 마포구 서교동에 있다.

## 연혁
- 2015년 1월 29일: 회사 설립
- 2015년 1월 30일: 첫 광고 페인트온 업로드
- 2015년 2월: 광고100 자체제작 공익광고 시리즈1 <쓰레기는 쓰레기통에> 공개, 광고100 자체제작 공익광고 시리즈2 <음주운전NEVER>

공개
[제작광고] BLS클리닉피부편, BLS클리닉두피편, 동양메이져부동산
- 2015. 3월: 광고100 자체제작 굿러버스 캠페인1 <몸과마음사이> 공개

[제작광고] 코팩, 반반청첩장, 주대리, BLS클리닉 제모편, 카카오ZAP, 뽕뜨락피자
- 2015. 4월: [제작광고] 비정상회담-알베르토, 비정상회담-장위안, tnN초인시대, 김희규, 다방, 딜라이트, 달콤커피1편,

스트라이더, 영화엑시덴탈러브, 박물관은살아있다, 뮤즈클리닉
- 2015. 5월: [제작광고] 달콤커피2편, 화이트홀릭, 톡스앤필, 폰바꾸네, 어비팩토리, 웹툰유턴, 잡플래닛, 게임마법왕국,

에이모션바이크, 리모택시, 모하니, 랩동요집, 100beer(광고백)
- 2015. 6월: [제작광고] 샘표깜놀연어, 카수리, 니플리스, 위시빈, 비트네임, 스윙호스릴, 칼라프코리아, 스마트미러링,

명동서울밝은안과, 홍대윤형빈소극장, 스마트미러링, 명동서울밝은안과, 까뮤, 조군샵
- 2015. 7월: 광고100 자체제작 예능 가수 오디션 <쿠세스타100> 예선

광고100 자체제작 공익광고 시리즈3 <꿈> 공개
아시아 웹시리즈 페스티벌 KWEB FEST 장려상 수상
[제작광고] 드림스온, 글루투번, 장루이다비드, 맑은참피부과, 롯데청하, 롯데미림1,2편, CJ빙고1,2편,
GS샵자취박스, 순하리처음처럼
- 2015. 8월: 광고100 자체제작 예능 가수 오디션 <쿠세스타100> 결승전

[제작광고] 스타그립, 키친박스, 프라이머리2집, 빨대, 스터디타임, 평창효석문화재1편, 후쿠오카함바그,
유니크스테이, 공정거래약관캠페인
- 2015. 9월: tnN SNL 코리아 6 <유세윤픽쳐스> 코너 제작 방송

광고100 자체제작 예능 가수 오디션 <쿠세스타100> 방송 (~11월 2주 종료)
[제작광고] 평창효석문화제2편, 캐스트프로, 퀴즈크래커, 영구스피자, 한국자원봉사제, 청정원리얼불맛,
마그마호신기
- 2015. 10월: [제작광고] 로뎀푸드마리, 폴그랑바디미스트, 리버스클리닉, 뉴욕비비, 복면수왕, 그린카1편, 팰틱스패딩,

tnN너의목소리가보여, 신데렐라크림, 여성중앙
- 2015. 11월: 제1회 <광고100의 밤> 개최

스위스관광청홍보<스윗을게>음원 제작, M/V 발표
[제작광고] 그린카2편, 매드걸스, 르퀼라야샴푸, 후한의원1,2편, 여기야1편, 만개의레시피, 252보어팩,
웰빙안마기, 호텔엔조이, 에누리가격비교, 초콜렛크레파스
- 2015. 12월: 광고100 자체제작 공익광고 시리즈4 <순간감속> 공개

광고100 자체제작 영어교육방송 <오글오글영어교실> 방송 (진행중)
[제작광고] 안전손잡이, 제임스시카고피자, 아동학대근절캠페인, 교보생명라이프플래닛, 쿨핀, 힐링샤워기,
튀김의신, CNC스쿨, AMPM, 여기야2편, 키친박스폭탄빠네, 엘리시안강촌리조트, 스플랜더, 라쉬반, 쿨핀
쌍방울히트업, 코리아보드게임즈,
- 2016. 1월: [제작광고] 황금잎사과, 구슬떡볶이, AHC부스터1,2편, AHC파운데이션1,2편, 이터널클래시, 미스터보쌈,

헬로오피스, 지벨리TV, 노리투어, 한방샴푸비채, 찍고, 링쿠키친, 집싸, 아머마켓, 헬레나, 앞집, 러스티노,
루카스블랙박스, 알바빵꾸, 교보라이프플래닛2편, 팝소캣, 카페IMT, 솔리드스트라이프, 핫돌프, 주렁주렁,
원진성형외과의원1,2,3,4편, 마이크로소프트Windows1,2,3,4편

## 대표 영상물

### 쿠세스타
'광고 100'대표 유세윤은 "오디션 프로그램의 열풍으로 재야의 뮤지션들이 대거 발굴됐고, 더불어 심사위원의 심사평까지 유행하며 '노래 잘하는 정석'에 대한 기준이 명확해졌다. 그런데 노래를 잘 하지만 각자의 스타일과 개성을 잃어버린 게 아닐까 하는 아쉬운 생각이 들기 시작했다" 며 기획 의도를 전했다.
쿠세스타100

### 공익광고
2016년 현재 총 5편의 공익광고를 찍었으며, 그 중 DREAMLESS는 KWEB FEST 장려상을 수상하였다.
광고백_공익광고

### 오글오글 영어교실
광고100과 유세윤이 직접 연출, 제작하고 비정상회담 멤버들이 열연한 영어방송 오글오글 영어교실 이 방영되었다.
오글오글 영어교실